# براندون كوبلاند
براندون كوبلاند (بالإنجليزية: Brandon Copeland)‏ هو لاعب كرة قدم أمريكية أمريكي، ولد في 31 مارس 1986 في نورفولك في الولايات المتحدة.